# 島系本店
島系本店（しまけいほんてん、英語：shimakeihonten）は、福岡県に本店を置くラーメン店である。運営会社は、SKトレーディング株式会社（福岡市）。

## 概要
志免町にて2006年（平成18年）、1号店を開業した。店名「島系本店」は、創業者 (中濱進一) の出身地である「鹿児島」の島が店名の由来とされている。東京の二郎ラーメンと鹿児島ラーメンを融合させた濃厚極太ラーメンである。
最も量の多いメニューの名称は「桜島ラーメン」である。二郎ラーメンと比較すると、比較的あっさりとした味だという。
その後、福岡市内に直営店4店舗（博多区、中央区、南区、西区）を出店。
西区はセカンドブランドで「博多麺業しまけい」となっている。

## 店舗一覧
（2016年5月現在）

### 九州
- 志免本店　糟屋郡志免町
- 舞鶴店　　福岡市中央区舞鶴
- 周船寺店　福岡市西区周船寺（閉店）
- 野間店　　福岡市南区野間（閉店）
- キャナルシティ　ラーメンスタジアム店　（卒業）　福岡市博多区住吉

## メニュー

### 一般店舗メニュー
- ラーメン
- 島系ラーメン
- ラーメン桜島
- チャーハン
- ギョーザ
- まぜそば
- つけ麺
- 煮豚めし
- 他